# Thomas Orde-Lees
Thomas Orde-Lees (Aken, 23 mei 1877 - Wellington, 1 december 1958) was een Brits ontdekkingsreiziger.

## Biografie
In 1895 werd Orde-Lees lid van de Royal Marines. In 1902 was hij opgeklommen tot de rang van kapitein. In 1914 nam hij deel aan de Endurance-expeditie als motorexpert. De expeditie slaagde niet in haar opzet. De expeditie strandde op Elephanteiland, alwaar de expeditieleden vier maanden later gered werden. 
Tijdens de Eerste Wereldoorlog deed Orde-Lees onderzoek in de luchtmacht en werkte als parachutist. Hij ontving hiervoor de Air Force Cross. Na de oorlog verhuisde hij naar Japan, waar hij ging werken voor de Luchtmacht van het Japans Keizerlijk Leger. 
In 1922 deed Orde-Lees een succesvolle beklimming van de Mount Fuji. In Japan werkte hij als correspondent voor The Times en als docent Engels. Tijdens de Tweede Wereldoorlog vluchtte Orde-Lees uit Japan naar Nieuw-Zeeland. Na de oorlog ondersteunde hij ook de Commonwealth Transantarctische expeditie van Vivian Fuchs en Edmund Hillary. 
Orde-Lees overleed in 1958 in Nieuw-Zeeland op 81-jarige leeftijd.